# ルーカス・ベリヴァル
ルーカス・ベリヴァル（Lucas Bergvall, 2006年2月2日 - ）は、スウェーデンのプロサッカー選手。スウェーデン代表。トッテナム・ホットスパーFC所属。ポジションはミッドフィールダー。
兄のテオも同じくプロサッカー選手である。

## 経歴

### クラブ

#### ブロマポイカルナ
2021年11月21日、エッタン（北地区）最終節のピーティオ（Piteå IF）戦でトップチーム初出場。当時15歳であった。
2022年7月9日、リーグ第14節のエルグリーテ戦でスーペルエッタンデビュー。10月4日、リーグ第25節のエステルス戦で後半アディショナルタイムに初ゴールを記録した。

#### ユールゴーデン
12月9日、ユールゴーデンに移籍。2023年4月1日、古巣であるブロマポイカルナとのシーズン開幕戦に途中出場し、アルスヴェンスカン初出場。5月24日、前シーズン王者のヘッケン戦で初めてスターティングメンバーに名を連ね、1-0での勝利に大きく貢献すると、アフトンブラデットは「ユールゴーデン史上最高の移籍」と評し、この試合のマン・オブ・ザ・マッチに選出した。2023年10月、『ガーディアン』のNext Generationに名を連ねた。
2023年12月、クラブのスポーツ・ダイレクターを務めるボー・アンデションは、スペインのバルセロナとベリヴァルの移籍交渉を始めたことを明かした。

#### トッテナム・ホットスパー
2024年2月2日、イングランドのトッテナム・ホットスパーに移籍することが発表された。5年契約で、スパーズへの合流は7月1日からとなる。
8月19日、2024-25シーズン開幕のレスター・シティ戦に途中出場し、スパーズでの公式戦デビュー。
2025年1月8日、EFLカップ準決勝の1stレグのリヴァプール戦で加入後初ゴールを記録した。

### 代表
2021年から、スウェーデンの世代別代表に選出されている。
2023年10月、17歳ながら飛び級でU-21代表に召集され、13日、UEFA U-21欧州選手権のモルドバ戦で初出場。この試合でゴールも挙げた。
2024年1月12日、エストニアとの親善試合でA代表デビュー。

## 個人成績

### クラブ
| 国内大会個人成績 | 国内大会個人成績 | 国内大会個人成績 | 国内大会個人成績   | 国内大会個人成績 | 国内大会個人成績 | 国内大会個人成績 | 国内大会個人成績 | 国内大会個人成績 | 国内大会個人成績 | 国内大会個人成績 | 国内大会個人成績 |
| 年度             | クラブ           | 背番号           | リーグ             | リーグ戦         | リーグ戦         | リーグ杯         | リーグ杯         | オープン杯       | オープン杯       | 期間通算         | 期間通算         |
| 年度             | クラブ           | 背番号           | リーグ             | 出場             | 得点             | 出場             | 得点             | 出場             | 得点             | 出場             | 得点             |
| スウェーデン     | スウェーデン     | スウェーデン     | スウェーデン       | リーグ戦         | リーグ戦         | リーグ杯         | リーグ杯         | オープン杯       | オープン杯       | 期間通算         | 期間通算         |
| ---------------- | ---------------- | ---------------- | ------------------ | ---------------- | ---------------- | ---------------- | ---------------- | ---------------- | ---------------- | ---------------- | ---------------- |
| 2021             | ブロマポイカルナ |                  | エッタン           | 1                | 0                | -                | -                | -                | -                | 1                | 0                |
| 2022             | ブロマポイカルナ | 26               | スーペルエッタン   | 11               | 1                | -                | -                | -                | -                | 11               | 1                |
| 2023             | ユールゴーデン   | 21               | アルスヴェンスカン | 25               | 2                | 3                | 1                | -                | -                | 28               | 3                |
| 2024             | ユールゴーデン   | 21               | アルスヴェンスカン | 12               | 3                | 6                | 3                | -                | -                | 18               | 6                |
| イングランド     | イングランド     | イングランド     | イングランド       | リーグ戦         | リーグ戦         | FLカップ         | FLカップ         | FAカップ         | FAカップ         | 期間通算         | 期間通算         |
| 2024-25          | トッテナム       | 15               | プレミアリーグ     | 27               | 0                | 4                | 1                | 2                | 0                | 33               | 1                |
| 通算             | スウェーデン     | スウェーデン     | エッタン           | 1                | 0                | -                | -                | -                | -                | 1                | 0                |
| 通算             | スウェーデン     | スウェーデン     | スーペルエッタン   | 11               | 1                | -                | -                | -                | -                | 11               | 1                |
| 通算             | スウェーデン     | スウェーデン     | アルスヴェンスカン | 37               | 5                | 9                | 4                | -                | -                | 46               | 9                |
| 通算             | イングランド     | イングランド     | プレミアリーグ     | 27               | 0                | 4                | 1                | 2                | 0                | 33               | 1                |
| 総通算           | 総通算           | 総通算           | 総通算             | 76               | 6                | 13               | 5                | 2                | 0                | 91               | 11               |

### 代表
| スウェーデン代表 | 国際Aマッチ | 国際Aマッチ |
| 年               | 出場        | 得点        |
| ---------------- | ----------- | ----------- |
| 2024             | 4           | 0           |
| 通算             | 4           | 0           |

## タイトル

### クラブ
トッテナム・ホットスパー
- UEFAヨーロッパリーグ（2024-25）[17]